# Schwedisches Heer

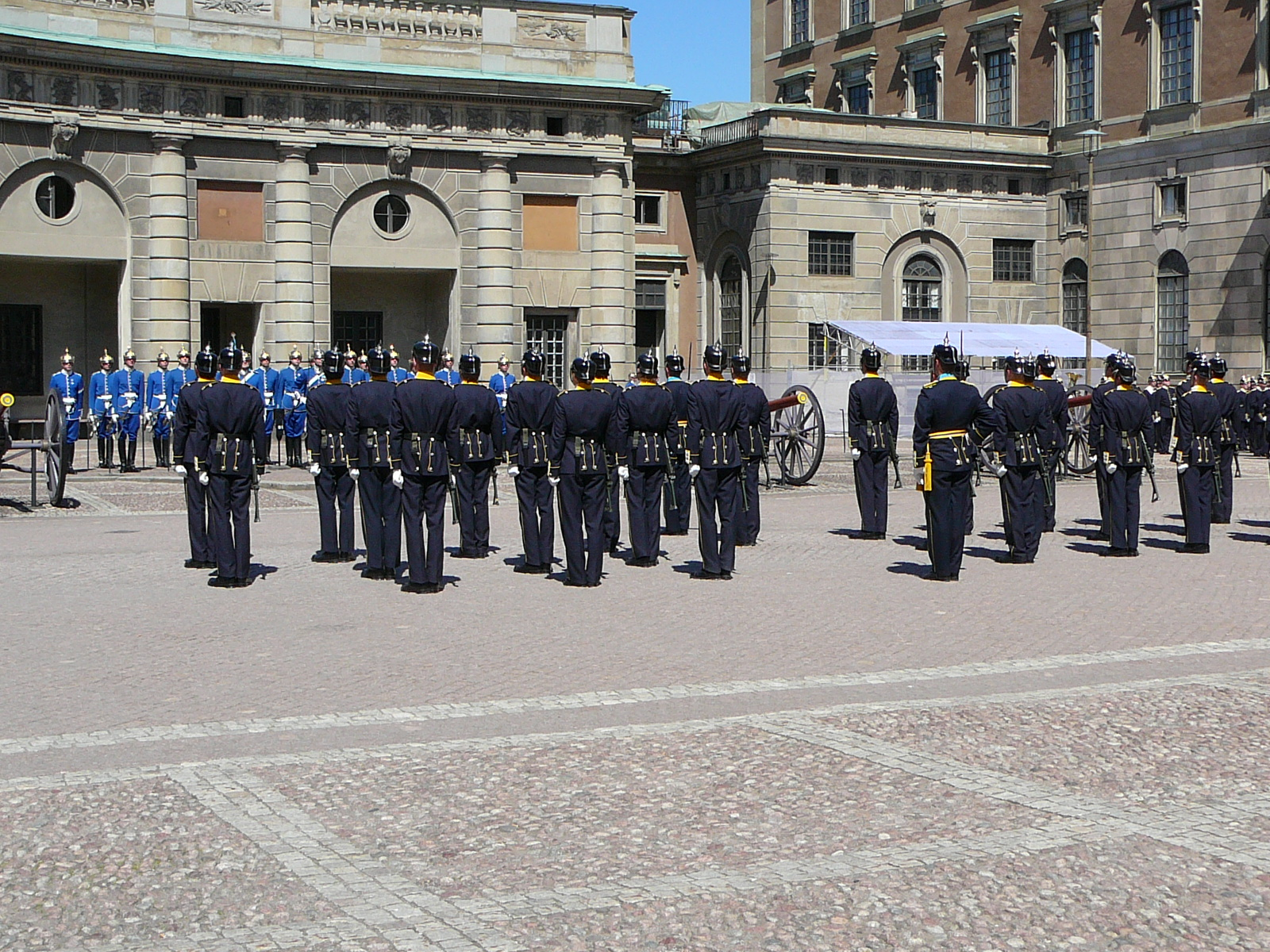
Wachablösung der Garde vor dem Stockholmer Schloss (2007)

Das schwedische Heer (schwedisch Armén) umfasst 6.850 Soldaten und stellt die Heereskomponente der schwedischen Streitkräfte dar.
Das Heer ist gekadert und setzt sich aus aktiven und Reserveverbänden zusammen.

## Geschichte
1623 hatte Gustav II. Adolf Schwedens Landschaft in neun große Aushebungsbezirke für Landregimenter einteilen lassen. In jedem Bezirk sollte ein Landregiment nach oranischem Muster in einer Stärke von 3600 Mann aufgestellt werden. Zuzüglich eines Hofregiments verfügte der König so über eine Armee von 36.000 Mann ausgehobener Bauern. Fast die ganze Regierungszeit Gustav Adolfs hindurch war die Wehrpflicht für die meisten schwedischen Männer ab einem Alter von 15 Jahren obligatorisch. Dieses im schwedischen als Einteilungswerk benannte Rekrutierungssystem wurde in Kriegszeiten als starke Belastung für die Bevölkerung empfunden.
Unter Karl X. Gustav erfolgte die Rekrutierung von Soldaten für die Armee mittels Werbung. Die Ausschreibung hierzu musste zuvor auf dem Reichstag beschlossen werden. Aufgrund des Geldmangels der staatlichen Institutionen wurden häufig Verträge mit den Regimentsinhabern, den Obersten geschlossen, welche diesen die Aufgabe der Werbung und Besoldung übertrugen. Geworben wurde innerhalb, aber auch außerhalb Schwedens, so dass sich eine große Zahl von Ausländern in der Armee fanden, vorwiegend Deutsche. Im Jahr 1682 wurde dieses System reformiert und ein neues Einteilungswerk eingeführt, das für die schwedische Armee bis ins 19. Jahrhundert Gültigkeit hatte. Rekrutierung und Unterhalt der Soldaten erfolgte nun vor Ort. Im Kriegsfall mussten die Bezirke im Falle von Verlusten unverzüglich diese ausgleichen.
Nach dem Tode Karl X. Gustavs bestand die Armee aus dem Aufgebot des Adels, die den so genannten Rossdienst zu leisten hatten, insgesamt 1100 Mann. Dazu kamen an Einheiten zwei Dragonerregimenter, 17 Infanterieregimenter in Schweden und sieben in Finnland, vier geworbene Regimenter und die Gardetruppen. Im Jahr 1673 war die schwedische Armee auf 16.000 Kavalleristen und 38.000 Infanteristen angewachsen.
Seit dem 17. Jahrhundert stand der Armee das Kriegskollegium vor, eine Behörde, die für alle Militärangelegenheiten zuständig war. Eine weitere frühneuzeitliche Institution war das Kriegsgericht, dessen Beisitzer aus der Generalität stammten. Der eingeführte Posten des Reichszeugmeisters hatte die Aufsicht über die Artillerie und das Munitionswesen. Um die Disziplin weiter zu erhöhen, wurden 1683 neue Kriegsartikel eingeführt. Darin wurde u. a. die Todesstrafe für Militärangehörige bei Plünderung eingeführt. Im Jahr 1687 wurde eine einheitliche blaue Uniformierung eingeführt. Unter Karl XI. wurde ein Militärhospital, das Kriegsmannshaus in Vadstena, gegründet.
1901 erfolgte die Einführung der Wehrpflicht, die das alte Rekrutierungssystem außer Kraft setzte. 2010 wurde die Wehrpflicht ausgesetzt, 2017 wurde sie wieder eingeführt.

## Aktive Verbände

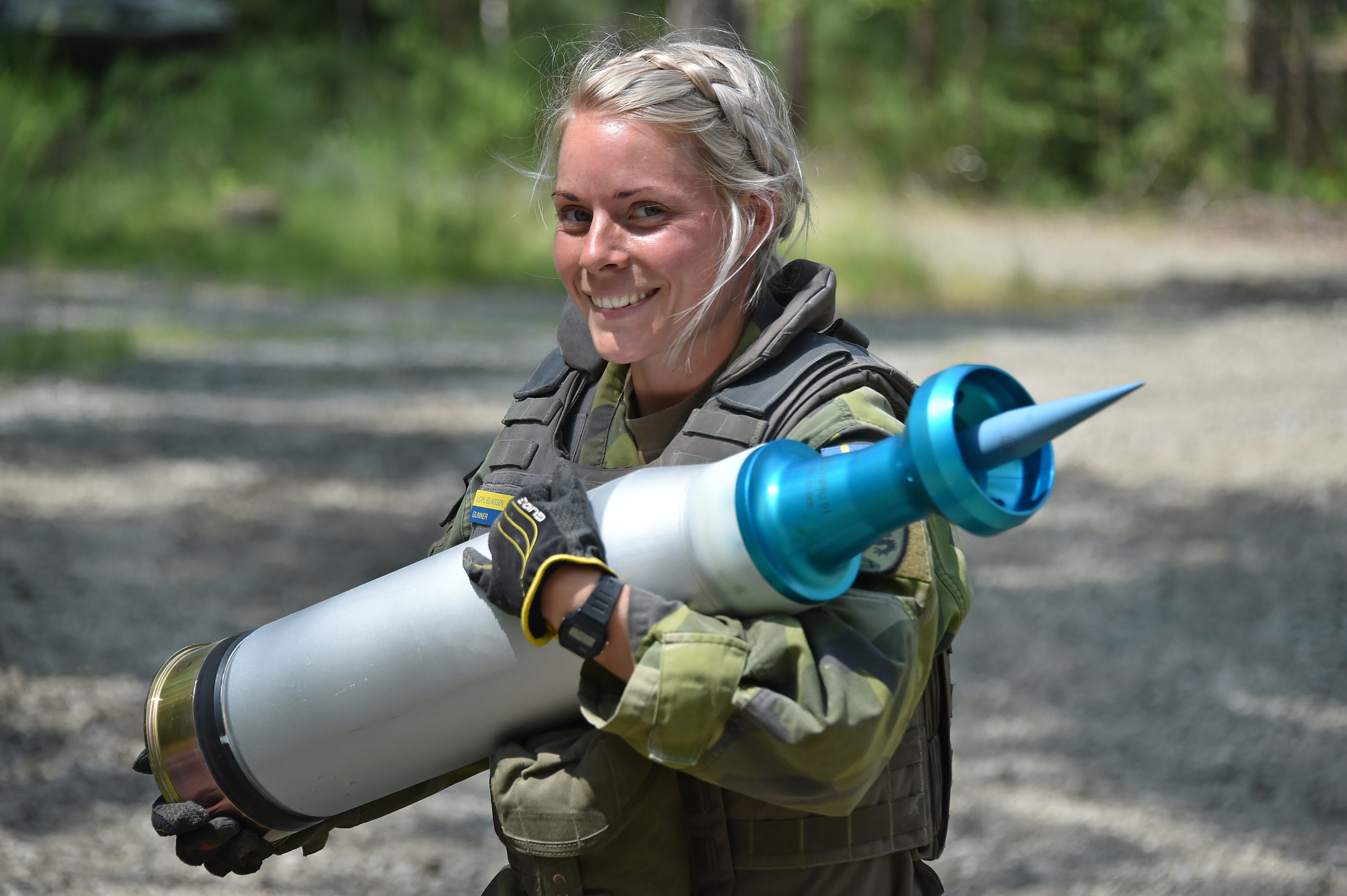
Soldatin des Skaraborgs regemente (2018)

Die aktiven Verbände werden (Stand: 2022) aus elf Regimentern gebildet, die in Friedenszeiten nur Bataillonsstärke haben:
- Livgardet (LG)
  - Livbataljon
  - 11. militärpolisbataljonen
  - 12. motoriserade skyttebataljonen
  - 13. säkerhetsbataljonen
- Livregementets husarer (K 3)
  - 31. jägarbataljonen
  - 32. underrättelsebataljonen (u. a. Fallschirmjäger)
- Norrlands dragonregemente (K 4) (Gebirgsjäger)
- Dalregementet (I 13)
- Västernorrlands regemente (I 21)
- Norrbottens regemente (I 19)
  - 191. mekaniserade bataljonen
  - 192. mekaniserade bataljonen
- Skaraborgs regemente (P 4)
  - 41. pansarbataljonen
  - 42. pansarbataljonen
- Södra skånska regementet (P 7)
  - 71. motoriserade skyttebataljonen
  - 72. mekaniserade bataljonen
- Gotlands regemente (P 18)
  - 181. pansarbataljonen
- Bodens artilleriregemente (A 8)
  - 91. artilleribataljonen
  - 92. artilleribataljonen
- Luftvärnsregementet (Lv 6)
  - 61. luftvärnsbataljonen
  - 62. luftvärnsbataljonen
- Göta ingenjörregemente (Ing 2)
  - 21. ingenjörsbataljonen
  - 22. ingenjörsbataljonen
- Göta trängregemente (T 2)
  - 1. logistikbataljonen
  - 2. logistikbataljonen

## Reserveverbände
Im Falle einer Mobilmachung sind als weitere Kräfte im Rahmen eines Divisionskommandos drei Panzerregimenter, acht mechanisierte Infanteriebataillone, ein Aufklärungsregiment, zwei Artilleriebataillone, ein Flugabwehrbataillon, drei Pionierbataillone und vier Logistikbataillone vorgesehen.
Weitere 80 Bataillone würden in diesem Fall zur Heimatverteidigung zur Verfügung stehen.

## Ausrüstung
Das schwedische Heer verfügt über folgende Ausrüstung an Großgerät:

### Fahrzeuge

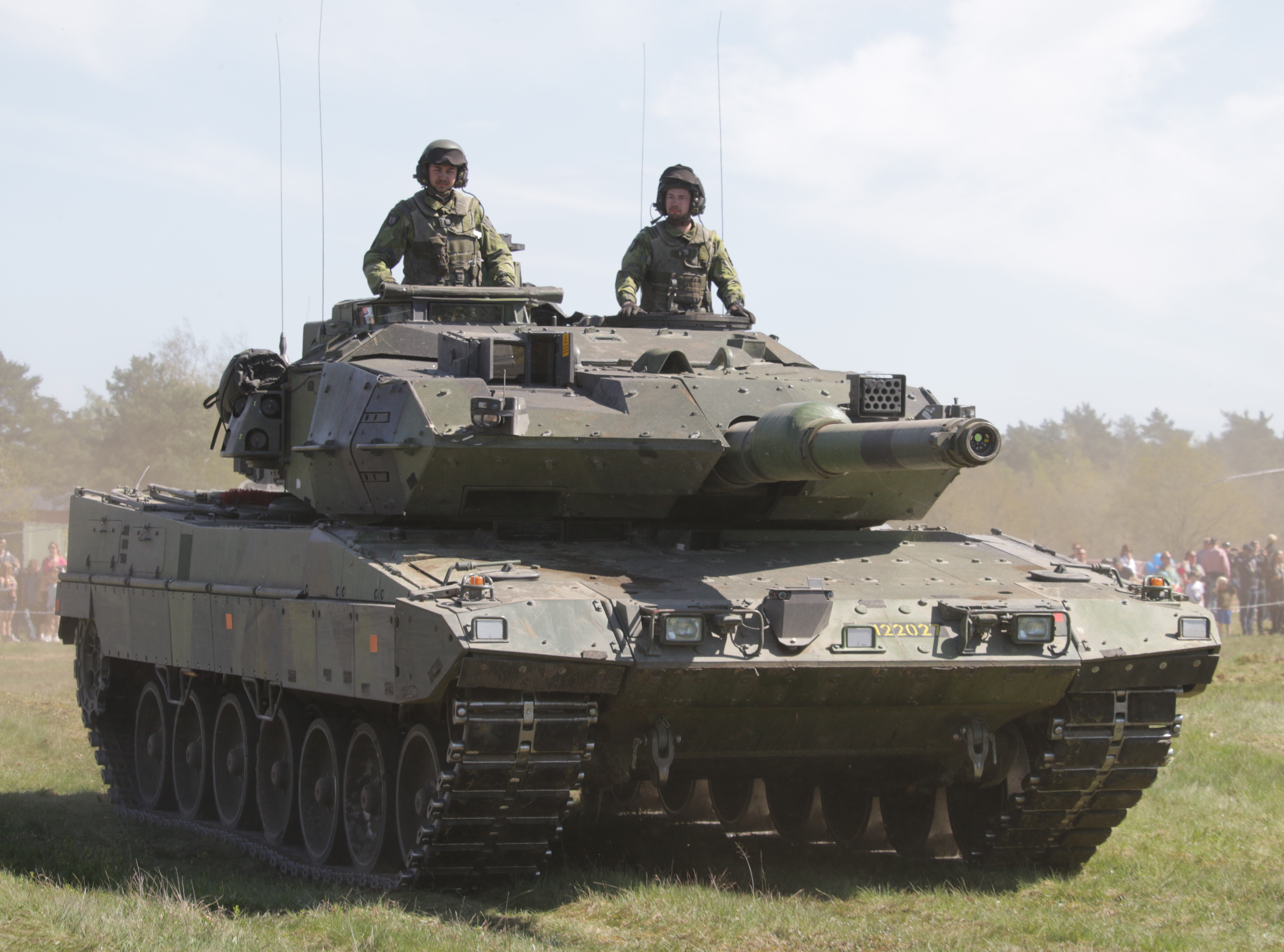
Stridsvagn 122 (Leopard 2)

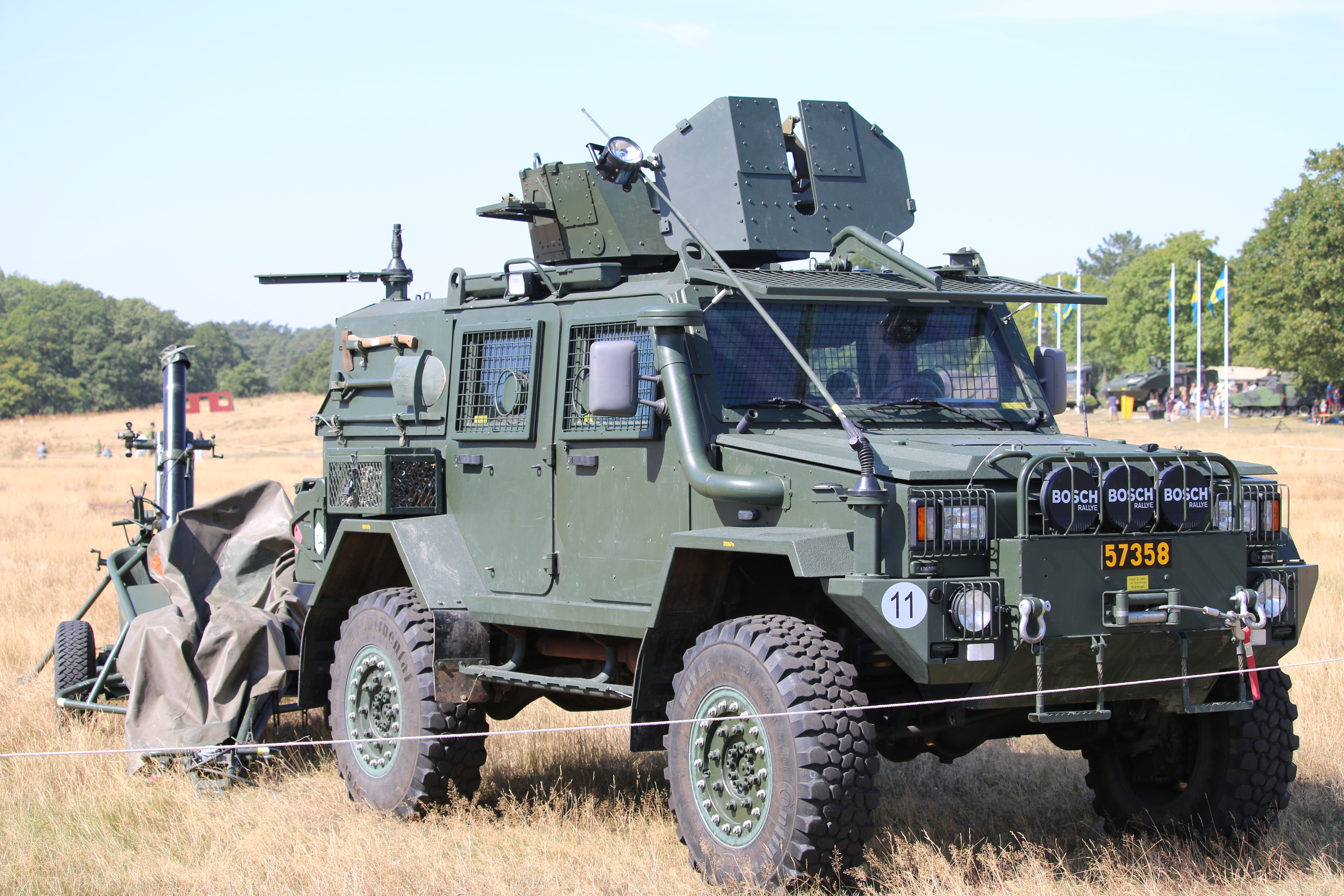
RG-32 mit Mörser

| Typ                                           | Swe. Bezeichnung                                                | Herkunft                        | Funktion                                   | Version            | Anzahl  | Anmerkungen |
| --------------------------------------------- | --------------------------------------------------------------- | ------------------------------- | ------------------------------------------ | ------------------ | ------- | --- |
| Leopard 2                                     | Stridsvagn 122                                                  | Deutschland Schweden            | Kampfpanzer                                | 2A5                | 120     | + 44 2A8 bestellt, Lieferung ab 2028, Überholung und Modifizierung von 110 vorhandenen Leopard 2, neuer schwedischer Name dann "Stridsvagn 123" |
| Combat Vehicle 90                             | Stridsfordon 90Eldledningspansarbandvagn 90Bärgningsbandvagn 90 | Schweden                        | SchützenpanzerFeuerleitfahrzeugBergepanzer |                    | 3694226 | |
|                                               | Pansarbandvagn 302                                              | Schweden                        | Mannschaftstransporter                     |                    | 239     | |
| Bandvagn Skyddad 10 (BvS10)                   | Bandvagn 410 (Bv 410)                                           | Schweden Vereinigtes Königreich | Mannschaftstransporter                     | Mk II              | 150     | |
| Bastion Patsas                                |                                                                 | Frankreich                      | Mannschaftstransporter                     | APC                |         | |
| Sisu Pasi                                     | Pansarterrängbil 180/ 202/ 203                                  | Finnland                        | Mannschaftstransporter                     | XA-180XA-202XA-203 | 3420148 | |
| Patria AMV                                    | Pansarterrängbil 360                                            | Finnland                        | Mannschaftstransporter                     |                    | 113     | |
| RG-32                                         | Terrängbil 16                                                   | Südafrika                       | Geschütztes Fahrzeug                       |                    | 360     | |
| Kodiak                                        | Ingenjörbandvagn 120                                            | Deutschland                     | Pionierpanzer                              |                    | 6       | |
| Büffel                                        | Bärgningsbandvagn 120                                           | Deutschland                     | Bergepanzer                                |                    | 14      | |
| Leguan                                        | Brobandvagn 120                                                 | Deutschland                     | Brückenlegepanzer                          |                    | 3       | |
| Amphibisches Brücken- und Übersetzfahrzeug M3 | Amfibiebro 400                                                  | Deutschland                     | Schwimmschnellbrücke                       |                    |         | 12 Bestellt |
| Improved Ribbon Bridge                        | Däcksbro 300                                                    | Vereinigte Staaten              | Faltschwimmbrücke                          |                    |         | Bestellt |
| Aardvark JSFU                                 |                                                                 | Vereinigtes Königreich          | Minenräumpanzer                            |                    |         | |

### Artillerie

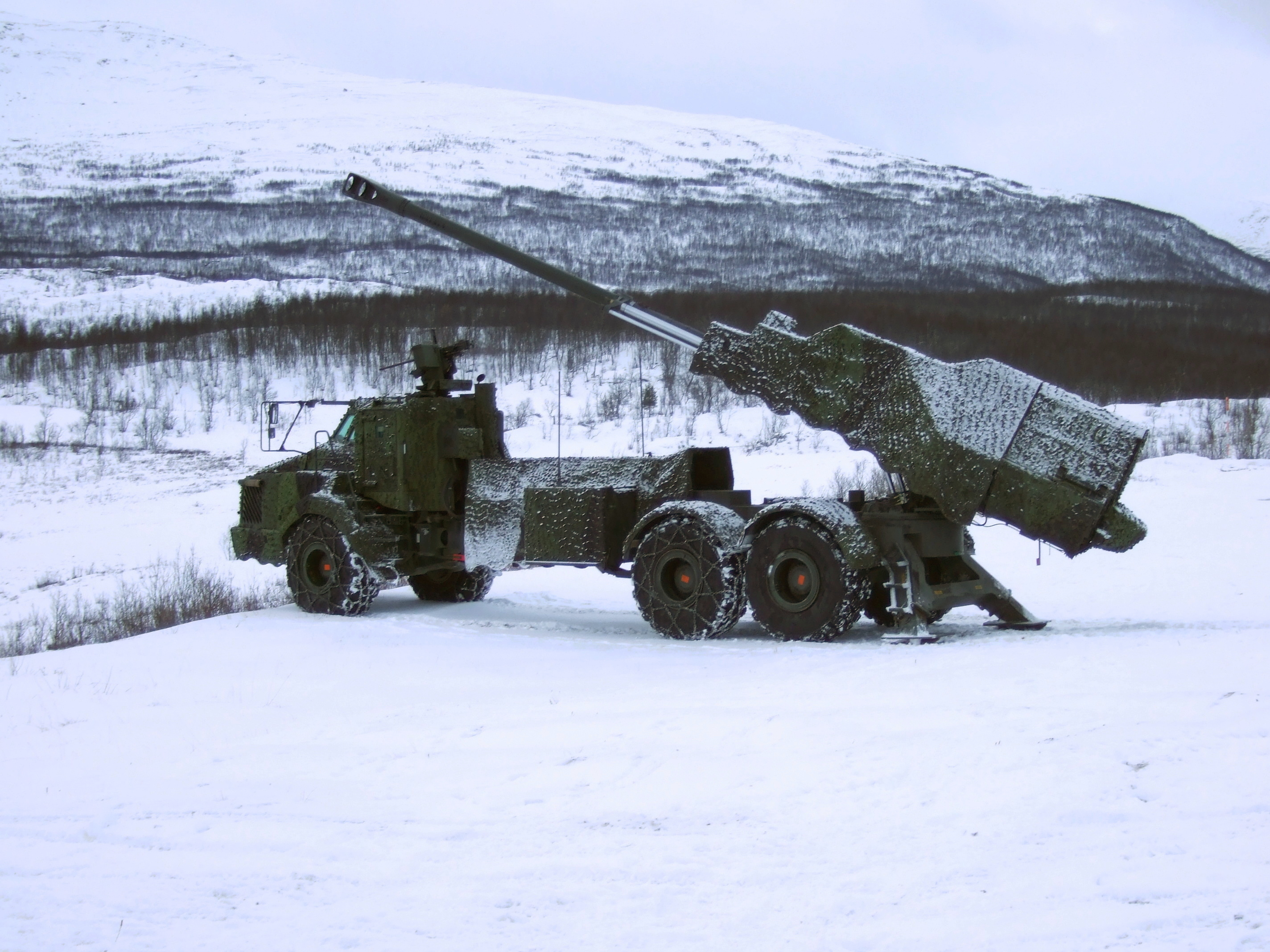
Artilleriesystem Archer

| Typ    | Herkunft | Funktion          | Anzahl | Anmerkungen                                       |
| ------ | -------- | ----------------- | ------ | ------------------------------------------------- |
| Archer | Schweden | Selbstfahrlafette | 35     |                                                   |
| CV 90  | Schweden | Panzermörser      | 40     | Lokale Bezeichnung: Granatkastarpansarbandvagn 90 |
| M/41   | Finnland | 120-mm-Mörser     | 81     |                                                   |
| M/84   | Israel   | 81-mm-Mörser      | 201    |                                                   |

### Panzer- und Flugabwehrwaffen

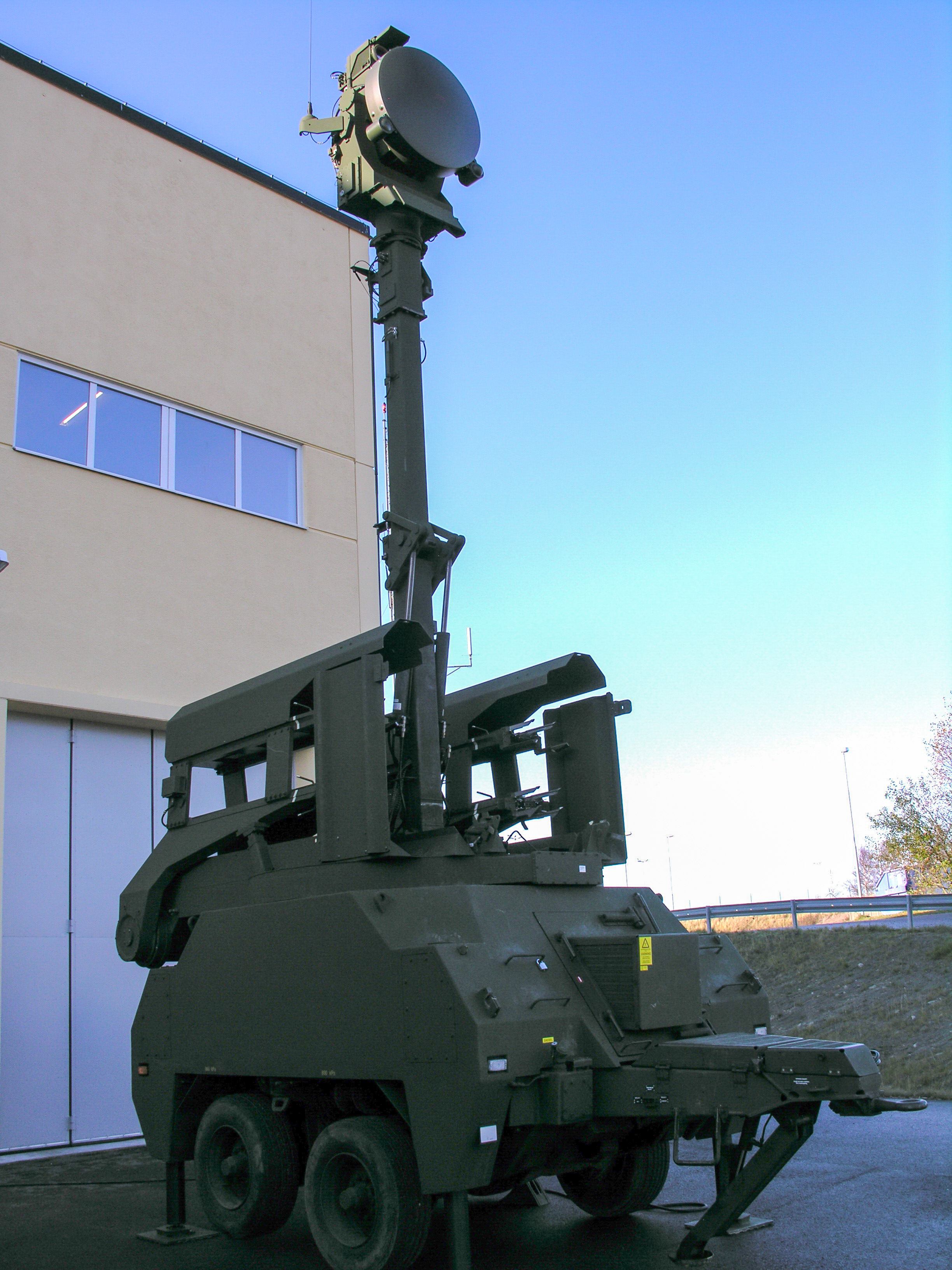
Schwedisches Flugabwehrsystem RBS 23 BAMSE

| Typ             | Herkunft           | Funktion                | Version   | Anzahl | Anmerkungen                              |
| --------------- | ------------------ | ----------------------- | --------- | ------ | ---------------------------------------- |
| NLAW            | Schweden           | Panzerabwehrlenkwaffe   |           |        |                                          |
| BGM-71 TOW      | Vereinigte Staaten | Panzerabwehrlenkwaffe   |           |        | Lokale Bezeichnung RBS-55                |
| FFV Carl Gustaf | Schweden           | Reaktive Panzerbüchse   |           |        |                                          |
| MIM-104 Patriot | Vereinigte Staaten | Flugabwehrraketensystem | PAC-3 MSE | 3      |                                          |
| MIM-23 HAWK     | Vereinigte Staaten | Flugabwehrraketensystem | MIM-23B   |        | Lokale Bezeichnung RBS-97                |
| IRIS-T SLM      | Deutschland        | Flugabwehrraketensystem |           | 8      | Lokale Bezeichnung RBS-98                |
| RBS 23 BAMSE    | Schweden           | Flugabwehrraketensystem |           |        |                                          |
| Robotsystem 70  | Schweden           | MANPADS                 |           |        |                                          |
| CV 90           | Schweden           | Flugabwehrpanzer        |           | 30     | Lokale Bezeichnung Luftvärnskanonvagn 90 |

## Ehemalige Heeresfliegertruppe
Ab 1958 betrieb das schwedische Heer eigene Flugzeuge und Hubschrauber. Diese wurden bis 1980 als Artilleriefliegertruppe („Artilleriflyget“) bezeichnet und 1980 in „Arméflyget“ (Heeresflieger) umbenannt, blieben jedoch weiterhin dem Artilleriekommando unterstellt. Erst 1991 wurde Arméflyget zum eigenständigen Truppenteil innerhalb des Heeres. Bis 1991 genutzte Flugzeugtypen waren Piper PA-18, Dornier Do 27 und Scottish Aviation Bulldog. Danach wurden nur noch Hubschrauber eingesetzt.
Zum 31. Dezember 1997 wurde Arméflyget (ebenso wie die Marinefliegertruppe) aufgelöst und die noch verbliebenen Hubschrauber in die gemeinsame Hubschraubertruppe („Försvarsmaktens helikopterflottilj“) überführt, in die auch die Hubschrauber der (jetzt federführenden) Luftwaffe transferiert wurden.